# Intimní osvětlení
Intimní osvětlení je český film, natočený v roce 1965 režisérem Ivanem Passerem jako jeho dlouhometrážní debut. Film byl natáčen v reálných interiérech s hrajícími neherci, což mu přineslo velkou míru autentičnosti. Postupně se stal význačným filmem české nové vlny, byl přijat pozitivně domácí i zahraniční odbornou kritikou.
Děj ukazuje dva dny běžného života obyčejné rodiny na vesnici, kde žije pospolu několik generací, které staví dům, amatérsky muzicírují a vedou hovory o všem, během kterých rodinu navštíví otcův starý přítel. Tato návštěva dává možnost k bilancování života.
Film byl digitálně zrestaurován za podpory Nadace české bijáky. Uveden byl v obnovené premiéře v roce 2015 na MFF v Karlových Varech. 